# Ісламська консультативна рада Ірану
Ісламська Консультативна рада Ірану — національний законодавчий орган Ірану. На даний час має 290 представників, на відміну від попередніх 272 місць на виборах 18 лютого 2000. Останні вибори відбулися 4 квітня 2012 і новий парламент був відкритий 27 травня 2012.

## Історія

### Імперська держава Іран: Національна консультативна рада

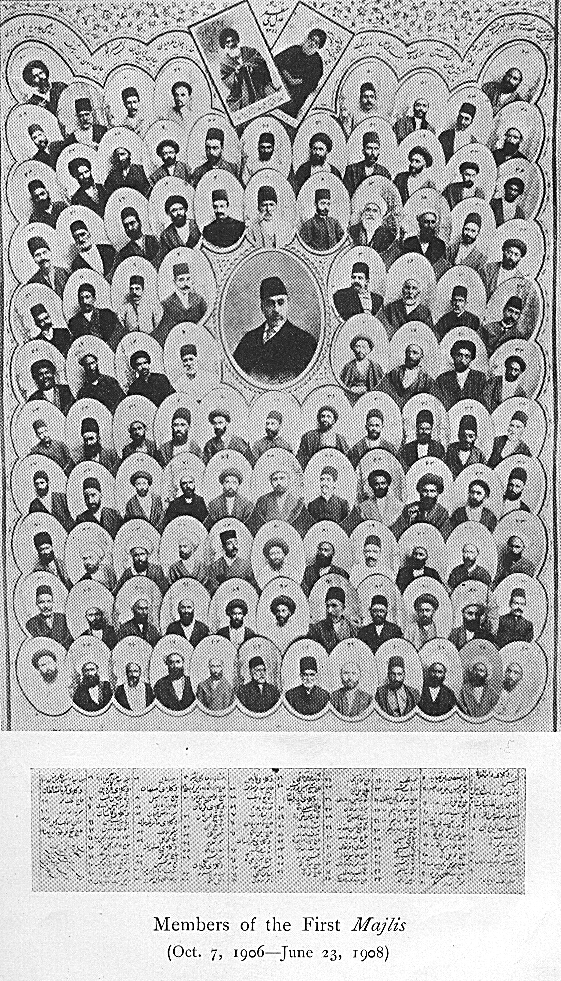
Члени першого парламенту, 1906—1908

До Ісламської революції Консультативна рада була двопалатною та складалася з верхньої палати (Сенат) та нижньої (Меджліс).
Національна консультативна рада була створена Конституцією Ірану 1906 року і вперше скликана 6 листопада 1906 (13 мехра 1285 за іранським календарем), згодом отримавши владу під час правління шаха Мохаммеда Реза Пехлеві. Примітними законами, прийнятими парламентом за правління династії Пехлеві, є «Білль про націоналізацію нафти» (15 березня 1951) та «Закон про захист родини» (1967), який дав жінкам багато основних прав, таких як опіка над дітьми в випадку розлучення.
Жінки не мали права голосувати чи бути обраним до парламенту до 1963 року. 6 жовтня 1963 відкрилася двадцять перша Національна консультативна рада, в яку увійшли жінки. Надання права голосу та права бути обраною в парламент було частиною реформ шаха, які називають «Біла революція».
Останнє засідання дореволюційного парламенту відбулося 7 лютого 1979 (18 Бахману 1357 за іранським календарем).

### Ісламська Республіка Іран: Ісламська консультативна рада
Після Ісламської революції 1979 року, Сенат був розпущений і замінений Радою вартових, таким чином, Іранська законодавча рада залишилась двопалатною. Після зміни в конституції в 1989 «Національна консультативна рада» була перейменована в «Ісламську консультативну раду».
Парламент Ірану мав шість голів після Іранської революції. Акбар Хашемі Рафсанджані був першим головою з 1980 по 1989 рік. Далі були Мехді Каррубі (1989—1992), Алі Акбар Натег-Нурі (1992—2000), Мехді Каррубі (2000—2004), Голам-Алі Хаддад-Адель (2004—2008) та Алі Ларіджані з 2008 року.
За історію свого існування парламент перетворився з «кімнати обговорень для знаті» в «клуб ставлеників шаха» в епоху Пехлеві, та в орган з широким представництвом «середнього класу» після Ісламської революції.

## Вибори 2012 року
Перший тур останніх виборів в раду був проведений 2 березня 2012, а другий тур 4 травня 2012. Більше 5000 кандидатів зареєструвалися на вибори, але більш ніж третина була усунена Радою вартових. 3400 кандидатів, які залишилися, змагалися за 290 місць, що представляють 31 провінцію.
Вибори були описані журналістами і аналітиками як суперництво між Верховним лідером Алі Хаменеї та президентом Махмудом Ахмадінежадом, в якому прихильники Хаменеї отримали значну більшість місць. Іранські офіційні особи і державні ЗМІ описали вибори як знак довіри іранців в Ісламську Республіку. Хоча ніяких остаточних цифр щодо явки виборів не було оголошено, державні ЗМІ підкреслили, що явка виборців була високою.

### Члени
В даний час парламент складається з 290 членів, чотирнадцять з яких представляють немусульманські релігійних меншини, які обираються народом на чотирирічний термін. Близько 8 % парламенту складають жінки, в той час як середній світовий показник становить 13 %. Парламент може усувати членів кабінету міністрів по вотуму недовіри голосів і застосовувати імпічмент щодо президента за порушення дисципліни в офісі. Хоча виконавча влада пропонує більшість законопроєктів, окремі депутати парламенту також можуть пропонувати законопроєкти. Депутати можуть пропонувати поправки до законопроєктів, які обговорюються. Парламент розробляє законодавство, ратифікує міжнародні договори та затверджує державний бюджет. Всі кандидати в депутати та вся законотворчість має бути схвалена Радою вартових. Кандидати повинні присягати в письмовій формі конституції Ірану.

## Будівлі
З 1979 парламент засідав в будівлі, яка колись належала Сенату. Нова будівля побудована для Ради поруч зі старою, яка використовувалася у 1906—1979. Згодом парламент остаточно переїхав в третю будівлю в 2004. Перша сесія парламенту в цій будівлі пройшла 16 листопада 2004.
Стара будівля (1980—2004) зображена на реверсі банкноти в 100 ріалів.
|  |  |  |